# Fabriano
Fabriano er en italiensk by (og kommune) i regionen Marche i Italien, med omkring 28.918(2023) indbyggere.